# Insuffisance tricuspide
L'insuffisance tricuspide (ou insuffisance tricuspidienne ou fuite tricuspide) est une atteinte de la valve tricuspide permettant le reflux du sang du ventricule droit vers l’atrium droit.

## Rappel anatomique
La valve tricuspide sépare l'atrium droit du ventricule droit. Elle est composée de trois feuillets (d'où son nom) qui sont insérées au niveau de l'anneau tricuspide. Ce dernier a la forme d'un haricot ou d'un rein (« réniforme »), alors que l'anneau mitral est plutôt de forme circulaire. Chaque feuillet est relié à une paroi du ventricule droit par des cordages et un pilier.
La valve s'ouvre en diastole assurant le remplissage du ventricule droit. En systole, lors de la contraction ventriculaire, elle se ferme, empêchant le reflux du sang dans l'atrium droit.

## Épidémiologie
Une insuffisance tricuspide minime est banale, sans conséquence.

## Causes
Une fuite minime est bénigne et banale, sans cause retrouvée.
La principale cause des fuites tricuspides au moins modérées, est la dilatation de l'anneau tricuspide, sans atteinte valvulaire. Elle se produit lorsque la pression sanguine dans les cavités cardiaques droites est élevée, comme en cas d'hypertension artérielle pulmonaire. On parle alors d' « insuffisance tricuspidienne fonctionnelle ». Il n'y a, alors, pas de lésion apparente de la valve tricuspide.
Plus rarement, il existe une atteinte organique de la valve, par exemple comme complication d'un rhumatisme articulaire aigu, d'une endocardite infectieuse (particulièrement chez le toxicomane qui utilise des produits en intraveineux), d'un infarctus du myocarde avec atteinte du ventricule droit. Il existe de rares formes congénitales.
La présence d'une sonde de stimulateur cardiaque dans l'orifice tricuspide peut créer ou aggraver une fuite tricuspide, avec des conséquences sur le pronostic.
L'association rétrécissement tricuspide et insuffisance constitue la « maladie tricuspide ».

## Signes
Une fuite minime est banale, asymptomatique, sans aucune anomalie à l'examen clinique et sans aucune conséquence.
Une fuite tricuspide plus importante entraîne un souffle cardiaque typiquement holosystolique (sur toute la systole), identique en tonalité à celui d'une insuffisance mitrale mais entendu plutôt au bord gauche du sternum et augmenté avec l'inspiration.
Plus rarement est retrouvée une hyperpulsatilité veineuse, marque de la transmission de la pression du ventricule droit lors de sa contraction. Elle peut être perçue au niveau des veines jugulaire ou par la palpation du foie.

## Diagnostic
Il se fait à l'échocardiographie qui permet de visualiser le reflux sanguin en systole dans l'oreillette droite.
La quantification de la fuite est difficile du fait de l'anatomie de la valve qui fait que les critères utilisées pour la quantification d'une fuite mitrale sont moins fiables pour la valve tricuspide. Les paramètres les plus utilisés sont l'estimation visuelle du reflux, la mesure de la « vena contracta » (largeur la plus faible de la fuite en échographie doppler couleur). La mesure de la surface orificielle régurgitante (et du volume régurgitée) par la méthode de la « PISA » («  Proximal Isovelocity Surface Area ») est plus difficile et moins fiable que pour une fuite mitrale.
L'échographie permet également d'estimer la taille des cavités du cœur droit ainsi que la fonction systolique du ventricule droit.
La présence d'une fuite tricuspide permet l'évaluation de la pression systolique de l'artère pulmonaire, le gradient de pression entre l'atrium droit et le ventricule droit étant additionné à une estimation de la pression atriale droite.

## Pronostic
Une fuite tricuspide importante a un impact sur la survie.

## Traitement
Il existe plusieurs documents faisant office de recommandations sur la prise en charge du rétrécissement aortique. Celles, américaines, ont été révisés en 2020.. Celles, européennes, datent de 2021. La Société Française de Cardiologie a également édité ses propres recommandation.
Une fuite tricuspide minime ou modérée ne requiert aucune prise en charge particulière.
Le traitement d'une fuite dite fonctionnelle repose sur celui de la cause de la dilatation des cavités droites (traitement d'une insuffisance cardiaque gauche, d'une embolie pulmonaire, d'une hypertension artérielle pulmonaire...
Le traitement chirurgical d'une fuite tricuspide considérée comme importante peut consister en un remplacement de la valve, une plastie de cette dernière (réparation sans remplacement) et/ou la pose d'un anneau tricuspidien permettant de rétrécir ce dernier. 
D'autres techniques per-cutanées (c'est-à-dire sans ouverture du thorax) sont en cours de développement : implantation d'une bioprothèse valvulaire ou agrafage des valves bords à bords.